# 林静男
林 静男（はやし しずお、1949年6月18日 - ）は京王百貨店第11代代表取締役社長。東京都出身。

## 人物
1974年に上智大学理工学部卒業と同時に京王帝都電鉄（現・京王電鉄）に入社。その後、同社において、商業開発部長、開発事業部長、開発企画部長等を歴任。永きにわたり商業施設の開発・運営を担当。2008年、株式会社京王百貨店代表取締役副社長に就任。2011年、同社代表取締役社長に就任。2013年、同社代表取締役社長から退任。

## 略歴
- 1974年、上智大学理工学部卒業後、同年4月、京王帝都電鉄株式会社（現・京王電鉄株式会社）入社
- 2001年、同社商業開発部長
- 2005年、同社取締役
- 2005年、同社開発事業部長
- 2006年、同社開発企画部長
- 2008年、株式会社京王百貨店代表取締役副社長
- 2011年、同社代表取締役社長